# Dårfinkar & dönickar (TV-serie)
Dårfinkar & dönickar är en svensk barn- och ungdomsserie som ursprungligen sändes i SVT 25 december 1988-29 januari 1989. Serien är baserad på Ulf Starks bok med samma namn från 1984. Den har visats i repris flera gånger och finns sedan 2008 utgiven på DVD.

## Handling
Simone är en flicka i 12-årsåldern. När hennes mamma flyttar ihop med nye killen Yngve, och hennes hund Kilroy försvinner i själva flytten, klipper hon av sig håret i protest. I den nya skolan blir hon tagen för att vara kille och heta Simon, en situation som hon finner sig i direkt. Ganska snabbt blir hon accepterad av klassens övriga grabbar, och blir även föremål för tjejernas intresse, något som får vissa konsekvenser i hennes omgivning. Simones oförmåga att kunna förklara, kombinerat med mammans och Yngves oförmåga att förstå, bäddar för komplikationer.

## Om serien
Lena Strömberg som spelar huvudrollen som Simone och regissören Rumle Hammerich prisades efteråt för sina insatser.

## Rollista (i urval)
- Lena Strömberg – Simone Kroll
- Gunnel Fred – Olga Kroll (morsan)
- Magnus Bergqvist – Yngve Laurin
- Lasse Pöysti – Morfar
- Mats Öberg – Isak
- Margreth Weivers – Ärlan (fröken)
- Nils Moritz – Duvan (gymnastikläraren)
- Ulf von Zweigbergk – musikläraren
- Marie Öhrn – Kattis morsa
- Göthe Grefbo – Bert Axelsson (granne till Simone)
- Christine Schjött-Quist – Kattis
- Jimmy Millberg – Pepsi
- Sofie Tham – Anna
- Jon Nilsson – Danne
- Henrik Hultman – Blötan
- Anna Gellener – Myran
- Carl-Fredrik Bothén – Stefan

### Fotnoter
1. ↑  ”SVT, TV1 1988-12-25”. Svensk mediedatabas. 25 december 1988. http://smdb.kb.se/catalog/id/001708463. Läst 1 april 2011.
2. ↑  ”SVT, TV1 1989-01-29”. Svensk mediedatabas. 29 januari 1989. http://smdb.kb.se/catalog/id/001708616. Läst 1 april 2011.
3. ↑  ”Dårfinkar & dönickar”. Svensk mediedatabas. 25 februari 2008. http://smdb.kb.se/catalog/id/002399982. Läst 1 april 2011.